# روني هيبرسون
روني هيبرسون (بالبرتغالية: Ronny Heberson Furtado de Araújo‏) (11 مايو 1986 فورتاليزا البرازيل - ) هو لاعب كرة قدم برازيلي، يلعب كلاعب وسط.

## وصلات خارجية
روني هيبرسون على موقع الاتحاد الدولي (مؤرشف)  (الإنجليزية)
- روني هيبرسون على موقع قاعدة بيانات كرة القدم.إي يو (الإنجليزية)
- روني هيبرسون على موقع بيانات كرة القدم. دي إي (الألمانية)
- روني هيبرسون على موقع ليكيب (الفرنسية)
- روني هيبرسون على موقع Soccerway.com (الإنجليزية)
- روني هيبرسون على موقع عالم كرة القدم.نت (الإنجليزية)
- روني هيبرسون على موقع AS.com (الإسبانية)